# Utrikesministeriet (Georgien)
Georgiens utrikesministerium (georgiska: საქართველოს საგარეო საქმეთა სამინისტრო) är ett av sjutton ministerier i Georgiens kabinett, ansvarigt för landets nätverk av relationer till främmande nationer. Utrikesministeriet ligger på Chitadzegatan i Tbilisi, Georgien. Nuvarande utrikesminister är David Zalkaliani (sedan 13 juni 2018).

## Georgiens utrikesministrar (1995-)
| Nr | Namn                           | Bild | Tillträdde       | Avgick            |
| -- | ------------------------------ | ---- | ---------------- | ----------------- |
| 1  | Irakli Menagharisjvili         |      | 15 december 1995 | 29 november 2003  |
| 2  | Tedo Dzjaparidze               |      | 30 november 2003 | 20 mars 2004      |
| 3  | Salomé Zurabisjvili            |      | 20 mars 2004     | 19 oktober 2005   |
| 4  | Gela Bezjuasjvili              |      | 19 oktober 2005  | 31 januari 2008   |
| 5  | Davit Bakradze                 |      | 31 januari 2008  | 5 maj 2008        |
| 6  | Ekaterine "Eka" Tqesjelasjvili |      | 5 maj 2008       | 6 december 2008   |
| 7  | Grigol Vasjadze                |      | 6 december 2008  | 25 oktober 2012   |
| 8  | Maia Pandzjikidze              |      | 25 oktober 2012  | 11 november 2014  |
| 9  | Tamar Beruchashvili            |      | 11 november 2014 | 15 september 2015 |
| 10 | Giorgi Kvirikasjvili           |      | 1 september 2015 | 30 december 2015  |
| 11 | Mikheil Janelidze              |      | 30 december 2015 | 13 juni 2018      |
| 12 | David Zalkaliani               |      | 13 juni 2018     | Innehar ämbetet   |